# Gebr. Heller
Heller (Eigenschreibweise: HELLER) wurde im Jahr 1894 von Hermann Heller in Nürtingen (Baden-Württemberg) als kleiner Handwerksbetrieb gegründet. Heute entwickelt und produziert die Unternehmensgruppe CNC-Werkzeugmaschinen und Fertigungssysteme für die spanende Bearbeitung. Der Maschinenbauer beschäftigt weltweit 2.500 Mitarbeiter.

## Geschichte
Am 7. Februar 1894 wurde die Firma „Hermann Heller Handelsgeschäft und Produktion von geschützten Artikeln und Uhrmacherwerkzeug“ von dem 25-jährigen Hermann Heller (1869–1931) gegründet. Die Belegschaft bestand zunächst aus sieben Gesellen und drei Lehrlingen. Man produzierte Schraubstöcke, Schornsteinaufsätze, Ventilatoren sowie Wendeltreppen.
Mit der Herstellung von Kaltkreissägemaschinen zum Sägen von Metallen sowie der Fertigung von Sägeblattschärfmaschinen und Gewindeschneidapparaten erfolgte 1898 der Einstieg in den Maschinenbau. Die ursprüngliche Firma wurde am 5. Januar 1900 von der „Gebr. Heller Maschinenfabrik GmbH“, gegründet von den Brüdern Ernst (1866–1936) und Hermann Heller, abgelöst. Im Jahr 1913 zählte HELLER zu den ersten Industrieunternehmen in Deutschland, die eine eigene Lehrwerkstatt gegründet haben.
1933 begann ein lang dauernder Konjunkturaufschwung. Werkzeugmaschinen waren zwar keine Rüstungsprodukte, wurden aber zu deren Fertigung benötigt. Mit Spezialmaschinen zum Fräsen und Schneiden von Metallen, in der Automobil- und Rüstungsindustrie und einer Hydrauliksparte war Heller ein wichtiger Zulieferer, für diese Industrien. In den Kriegsjahren, in denen die Produktion ausgelastet war, reichte das Personal immer weniger aus. Ab 1941/42 wurden mehr und mehr Beschäftigte der Firma Heller eingezogen. Für die Firma zahlte sich nun die frühe Hinwendung zur Automation voll aus. Die Lücken, welche Facharbeiter ließen, konnten mit ungelernten Kräften gefüllt werden. Darunter waren auch ausländische Zwangsarbeiter. „Die Fertigung zeigt trotz Abzug einer großen Zahl von Fachkräften immer noch einen beachtlich hohen Stand, dank der Bemühungen der Industrie, ungelernte In- und Ausländer, männliche und weibliche Ungeschulte in die Fertigung einzuschalten.“
Nach dem Tod der beiden Gründerväter Hermann und Ernst führte die zweite Generation mit Hermann Heller Junior und seinen beiden Brüdern Rolf und Werner das Unternehmen weiter. In den 50er Jahren folgte der Bau von Transferstraßen, etwa für die Automobilindustrie. In den 60er Jahren schließlich übernahm die dritte Generation mit Hubert und Berndt Heller die Führung in der Maschinenfabrik und entwickelte die Firma zu einer weltweiten Unternehmensgruppe mit internationalen Standorten. Seit den 70er Jahren expandierte Heller und eröffnete Produktionsstandorte in England, Brasilien, USA und China.
Heller entwickelte gemeinsam mit Daimler ein serienreifes thermische Spritzverfahren CBC (CylinderBoreCoating), welches die Prozesskette der Kurbelgehäusefertigung erweitert, wofür die beiden Firmen 2013 den Deutschen Innovationspreis für Klima und Umwelt (IKU).
Auch heute noch ist Heller Familienunternehmen. Jedoch verkaufte die vierte Generation die Mehrheitsanteile der Heller Holding SE & Co. KGaA 2025 an H.I.G. Capital. Die Familie besitzt jedoch immer noch einen bedeutenden Anteil.

## Struktur
Heller verfügt weltweit über Produktionsstandorte, so z. B. in Deutschland, England, Brasilien, USA und China. Die in Nürtingen ansässige Heller Services GmbH ist eine 100 % Tochter, mit den Schwerpunkten Services und Training. Zudem bestehen in allen für Heller relevanten Märkten weltweit Niederlassungen und Vertretungen.
Heller ist in Asien vertreten, beispielsweise durch das 2009 gegründete Technologiecenter und die 2010 gegründete Niederlassung im indischen Pune und Niederlassungen in Schanghai und Peking. Im Oktober 2013 fand die Eröffnung des fünften Produktionswerkes der HELLER Gruppe im chinesischen Changzhou statt. Damit können jetzt auch in China Bearbeitungszentren projektiert, bedarfsgerecht ausgerüstet und ausgeliefert werden. Ergänzt wird dieses Angebot durch die Möglichkeit, Baugruppen zu reparieren, umzubauen oder Maschinen zu überholen.
Die Heller Gruppe hat folgende Unternehmen übernommen:
- August Wenzler Maschinenbau GmbH, Spaichingen (Baden-Württemberg): Hersteller von Turn-Key-Anlagen für die mechanische Bearbeitung von Aluminium-Strukturteilen[11]
- GSN Maschinen-Anlagen-Service GmbH, Rottenburg-Hailfingen (Baden-Württemberg) Spezialist für Umbau, Automatisierung, Überholung, Service und Instandhaltung vorhandener Werkzeugmaschinen[12]
- Paatz Viernau GmbH, Steinbach-Hallenberg (Thüringen): Hersteller von Spannvorrichtungen und Mehrspindelköpfen[13]
- STS Maschinendienstleistung GmbH, Metzingen (Baden-Württemberg): Spezialist für Gebrauchtmaschinen, Steuerungstechnik, Automation, Retrofit und Service[1]